# Сцлаунико (Удине)
Сцлаунико је насеље у Италији у округу Удине, региону Фурланија-Јулијска крајина.
Према процени из 2011. у насељу је живело 548 становника. Насеље се налази на надморској висини од 48 м.